# Pittodrie Stadium
Pittodrie Stadium je stadion u škotskom gradu Aberdeenu. 
Stadion je izgrađen 1899.g. Stadion prihvaća 22,199 gledatelja i bio je prvi stadion u Ujedinjenom Kraljevstvu koji je bio potpuno natkriven i imao sva sjedeća mjesta. Osim klupskog nogometna stadion je ugostio i Škotsku nogometnu reprezetaciju. Stadion služi i za ragbi utakmice i koncerte.
2. rujna 1899.g. je odigrana prva utakmica na tada Pittodrie Parku.